# Nagyhódos
Nagyhódos je obec v Maďarsku, v Sabolčsko-satmársko-berežské župě, v okrese Fehérgyarmat. Nachází se blízko trojmezí mezi Maďarskem, Rumunskem a Ukrajinou. Leží kilometr od hranic s Ukrajinou, na levém břehu řeky Túr. 2,5 km jižně od obce je maďarská obec Garbolc. Čtyři kilometry severovýchodně od obce leží ukrajinské sídlo Velyka Palaď. Od listopadu 2017 je zde silniční hraniční přechod Nagyhódos-Velyka Palaď. Nejbližší železniční zastávka Rozsály leží na trati Kocsord – Zajta.